# Micrecia methyalina
Micrecia methyalina är en fjärilsart som beskrevs av George Francis Hampson 1919. Micrecia methyalina ingår i släktet Micrecia och familjen glasvingar. Inga underarter finns listade i Catalogue of Life.